# Deutsche Fechtmeisterschaften 1975
Bei den Deutschen Fechtmeisterschaften 1975 wurden Einzel- und Mannschaftswettbewerbe in den Disziplinen Herrendegen, Herrensäbel und Herrenflorett ausgetragen. Bei den Damen wurde nur Florett gefochten. Die Meisterschaften wurden vom Deutschen Fechter-Bund organisiert.

## Herren

### Florett (Einzel)
| Platz | Sportler       | Verein                |
| ----- | -------------- | --------------------- |
| 1     | Klaus Reichert | FC Tauberbischofsheim |
| 2     | Matthias Behr  | FC Tauberbischofsheim |
| 3     | Harald Hein    | FC Tauberbischofsheim |

### Florett (Mannschaft)
| Platz | Verein                  | Sportler |
| ----- | ----------------------- | -------- |
| 1     | OFC Bonn                |          |
| 2     | FC Tauberbischofsheim   |          |
| 3     | Königsbacher SC Koblenz |          |

### Degen (Einzel)
| Platz | Sportler        | Verein                |
| ----- | --------------- | --------------------- |
| 1     | Alexander Pusch | FC Tauberbischofsheim |
| 2     | Volker Fischer  | FC Tauberbischofsheim |
| 3     | Jürgen Hehn     | FC Tauberbischofsheim |

### Degen (Mannschaft)
| Platz | Verein                | Sportler                                                                |
| ----- | --------------------- | ----------------------------------------------------------------------- |
| 1     | FC Tauberbischofsheim | Reinhold Behr Elmar Beierstettel Jürgen Hehn Hanns Jana Alexander Pusch |
| 2     | USC Düsseldorf        |                                                                         |
| 3     | MTV Stuttgart         |                                                                         |

### Säbel (Einzel)
| Platz | Sportler        | Verein                  |
| ----- | --------------- | ----------------------- |
| 1     | Walter Convents | OFC Bonn                |
| 2     | Dieter Wellmann | OFC Bonn                |
| 3     | Knut Höhne      | Königsbacher SC Koblenz |

### Säbel (Mannschaft)
| Platz | Verein                  | Sportler |
| ----- | ----------------------- | -------- |
| 1     | OFC Bonn                |          |
| 2     | Königsbacher SC Koblenz |          |
| 3     | TSV Bayer Dormagen      |          |

## Damen

### Florett (Einzel)
| Platz | Sportler         | Verein                  |
| ----- | ---------------- | ----------------------- |
| 1     | Jutta Höhne      | Königsbacher SC Koblenz |
| 2     | Cornelia Hanisch | Fechtclub Offenbach     |
| 3     | Astrid Astalosch | FC Quadrath-Ichendorf   |

### Florett (Mannschaft)
| Platz | Verein                  | Sportler                                                                          |
| ----- | ----------------------- | --------------------------------------------------------------------------------- |
| 1     | FC Tauberbischofsheim   | Karin Rutz-Gießelmann Elfriede Villing Gudrun Lotter Sabine Bischoff Monika Rieck |
| 2     | Königsbacher SC Koblenz |                                                                                   |
| 3     | Fechtclub Offenbach     |                                                                                   |